# Fabrice Nsakala
Pour les articles homonymes, voir Sakala (homonymie).
Fabrice Nsakala est un footballeur international congolais né le 21 juillet 1990 au Blanc-Mesnil. Il évolue au poste d'arrière gauche au FC Annecy.

## Biographie

### Carrière en club
Arrivé au centre de formation de l'ESTAC à l'âge de 14 ans, en 2004, en provenance du club de l'AS Bondy, Fabrice dispute son premier match avec l'équipe première troyenne le 9 septembre 2008 lors du deuxième tour de Coupe de la Ligue face au SCO Angers.
Formé initialement au poste de milieu offensif gauche, il se voit replacer arrière gauche par son nouvel entraineur Jean-Marc Furlan.
Le 20 août 2013, le club belge du RSC Anderlecht annonce s'être attaché les services de Fabrice Nsakala pour trois saisons.
Le 12 août 2020 il signe un contrat de deux ans au Beşiktaş JK.

### Carrière internationale
Après quelques apparitions avec l'équipe de France des moins de 17 ans, il est sélectionné par Erick Mombaerts en équipe de France espoirs le 25 août 2011, pour un match éliminatoire à l'Euro 2013 prévu le 2 septembre contre la Lettonie. Fabrice ne prendra pas part à ce match mais il connaîtra sa première sélection en espoirs le 6 septembre 2011 en match amical face au Portugal (entrée en jeu à la 71e minute).
Binational, Nsakala choisit de porter le maillot des Léopards au milieu des années 2010.
Le 10 mars 2015, Florent Ibenge, entraîneur de l'équipe nationale de la République démocratique du Congo, le convoque donc pour la première fois afin de rejoindre et de jouer en match amical contre l'Irak à Dubaï.

## Palmarès

### En club
| RSC Anderlecht (3) | Alanyaspor                          | Beşiktaş JK (2)                                                                          |
| --- | ----------------------------------- | ---------------------------------------------------------------------------------------- |
| - Championnat de Belgique (2) : - Champion : 2014 et 2017. - Vice-champion : 2016 - Supercoupe de Belgique (1) : - Vainqueur : 2014. - Coupe de Belgique - Finaliste : 2015 | Coupe de Turquie - Finaliste : 2020 | - Championnat de Turquie (1) - Champion : 2021 - Coupe de Turquie (1) - Vainqueur : 2021 |